# 小行星1809
小行星1809（1809 Prometheus）是一颗主带小行星，由科内利斯·約翰內斯·萬·豪敦、湯姆·赫雷爾斯和英格麗·萬·豪敦-格勒內費爾德在1960年9月24日发现于帕洛马山天文台。
該小行星以希腊神话的神明普罗米修斯命名。